# Aéroport régional de Digby-Annapolis
L'aéroport de Digby-Annapolis est un aéroport situé en Nouvelle-Écosse, au Canada.